# Długi Żleb (Dolina Kondratowa)

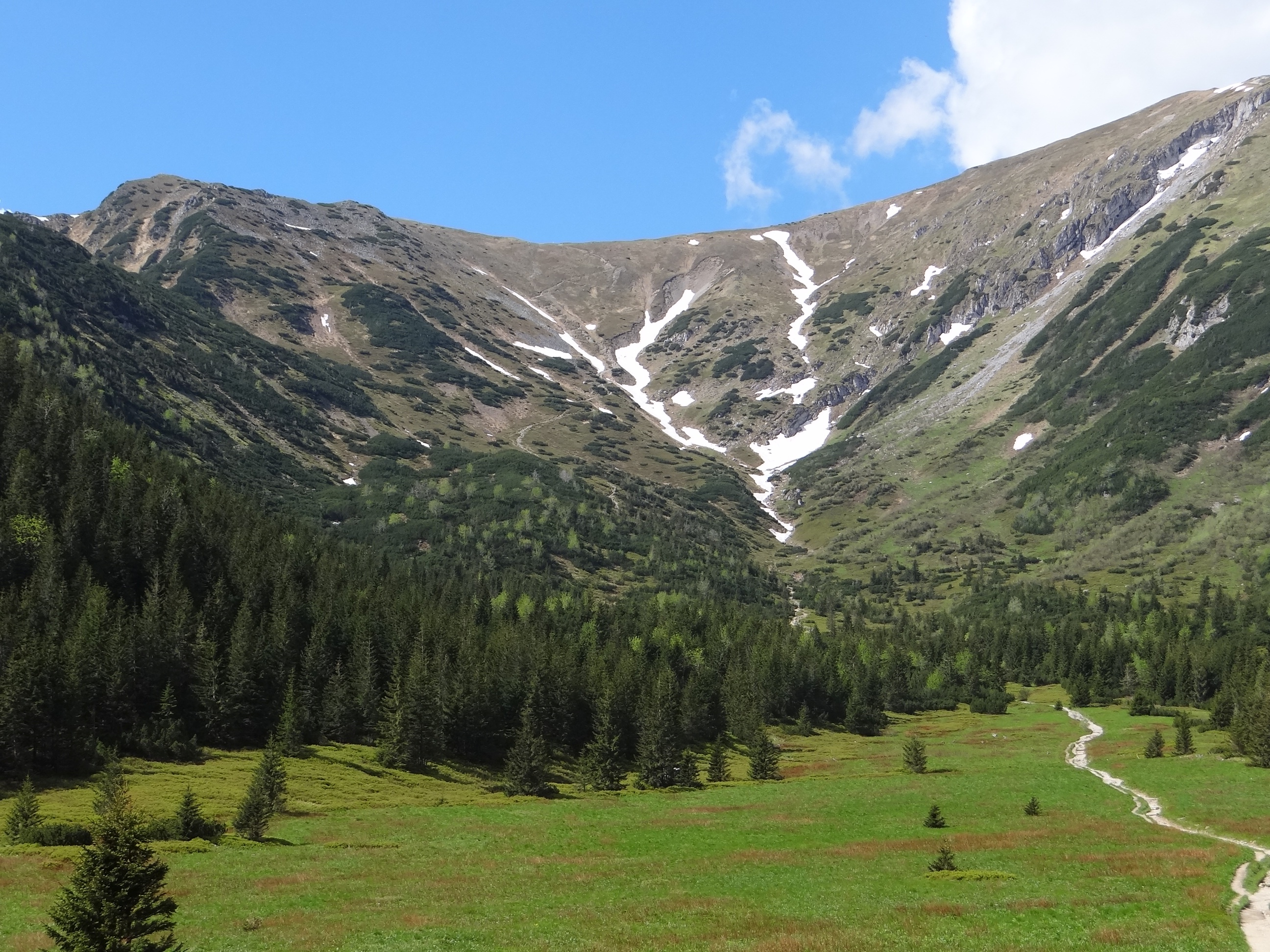
Widok na Długi Żleb z Polany Kondratowej

Długi Żleb – żleb w orograficznie prawym odgałęzieniu górnej części Doliny Kondratowej w Tatrach Zachodnich. W Tatrach znajdują się też inne żleby o tej nazwie. Opada on spod wschodnich stoków Kopy Kondrackiej w Czerwonych Wierchach do Polany Kondratowej. W górnej części ma kilka odgałęzień, jedno z nich podchodzi pod Przełęcz pod Kopą Kondracką. Jest to suchy żleb, woda płynie nim tylko po obfitych opadach. Do jego górnej części zimą schodzą lawiny z Kopy Kondrackiej i Suchego Wierchu Kondrackiego. W pobliżu żlebu znajdują się jaskinie Szczelina w Kopie i Dziura przy Piargu.
Żleb jest niegłęboki. Tylko w górnej części jest kamienisty, niżej jest obficie porośnięty na całej niemal długości. Bogactwo gatunków roślin tatrzańskich, a wśród nich: tojad mocny, wierzbówka kiprzyca, omieg górski, obficie występujący różeniec górski, skalnica nakrapiana, kuklik górski, goryczka kropkowana, ciemiężyca zielona, dzwonek alpejski, modrzyk górski, driakiew lśniąca, miłosna górska, lepnica bezłodygowa. Dawniej był wypasany (tereny pastwiskowe Hali Kondratowej).

## Szlaki turystyczne
– obok żlebu, po jego orograficznie prawej stronie, miejscami tuż przy nim, prowadzi zielony szlak od schroniska PTTK na Hali Kondratowej na Przełęcz pod Kopą Kondracką. Czas przejścia 1:25 h, ↓ 1 h.